# Coupe du monde de ski de vitesse 2015
Navigation
2014 2016
La Coupe du monde de ski de vitesse 2015 est la 15e édition de la Coupe du monde de ski de vitesse. Elle s'est déroulée du 2 mars 2015 à Grandvalira (Andorre) au 22 mars 2015 à Idre Fjäll (Suède). 

## Catégorie S1

### Classement général
| Rang | Nom                  | Points |
| ---- | -------------------- | ------ |
| 1    | Ivan Origone         | 410    |
| 2    | Klaus Schrottshammer | 330    |
| 3    | Christian Jansson    | 318    |
| 4    | Simone Origone       | 305    |
| 5    | Bastien Montes       | 275    |
| 6    | Jan Farrell          | 147    |
| 7    | Jimmy Montes         | 129    |
| 8    | Daniel Andersson     | 123    |
| 9    | Ismael Devenes       | 118    |
| 10   | Reto Eigenmann       | 114    |

| Rang | Nom                   | Points |
| ---- | --------------------- | ------ |
| 1    | Valentina Greggio     | 460    |
| 2    | Karin Dubouchet-Revol | 370    |
| 3    | Linda Baginski        | 350    |
| 4    | Tomoko Shimbo         | 216    |
| 5    | Hanna Matslofva       | 145    |
| 6    | Teria-Jo Davies       | 110    |
| 7    | Lisa Hovland-Udén     | 60     |
| 8    | Célia Martinez        | 40     |

### Calendrier

#### Hommes
| Date         | Lieu        | Vainqueur            | Vitesse vainqueur | Deuxième             | Troisième            |
| 2 mars 2015  | Grandvalira | Ivan Origone         | 181,82 km/h       | Simone Origone       | Klaus Schrottshammer |
| 3 mars 2016  | Grandvalira | Klaus Schrottshammer | 183,35 km/h       | Ivan Origone         | Simone Origone       |
| 12 mars 2015 | Sun Peaks   | Ivan Origone         | 142,78 km/h       | Simone Origone       | Klaus Schrottshammer |
| 13 mars 2015 | Sun Peaks   | Ivan Origone         | 164,39 km/h       | Klaus Schrottshammer | Christian Jansson    |
| 21 mars 2015 | Idre Fjäll  | Christian Jansson    | 176,89 km/h       | Ivan Origone         | Simone Origone       |
| 22 mars 2015 | Idre Fjäll  | Christian Jansson    | 174,76 km/h       | Bastien Montes       | Simone Origone       |

#### Femmes
| Date         | Lieu        | Vainqueur         | Vitesse vainqueur | Deuxième              | Troisième         |
| 2 mars 2015  | Grandvalira | Valentina Greggio | 175,08 km/h       | Linda Baginski        | Lisa Hovland-Udén |
| 3 mars 2016  | Grandvalira | Valentina Greggio | 176,67 km/h       | Linda Baginski        | Lisa Hovland-Udén |
| 12 mars 2015 | Sun Peaks   | Valentina Greggio | 139,83 km/h       | Karin Dubouchet-Revol | Teria-Jo Davies   |
| 13 mars 2015 | Sun Peaks   | Linda Baginski    | 161,43 km/h       | Karin Dubouchet-Revol | Valentina Greggio |
| 21 mars 2015 | Idre Fjäll  | Valentina Greggio | 170,41 km/h       | Karin Dubouchet-Revol | Linda Baginski    |
| 22 mars 2015 | Idre Fjäll  | Valentina Greggio | 168,30 km/h       | Karin Dubouchet-Revol | Linda Baginski    |